# Puchar Świata w skokach narciarskich w Ruhpolding
Puchar Świata w skokach narciarskich w Ruhpolding zostały rozegrane po raz pierwszy i jedyny w sezonie 1992/1993. Pierwszy konkurs 12 grudnia 1992 r. został odwołany ze względu na niekorzystne warunki atmosferyczne.  Dzień później zawody na Große Zirmbergschanze wygrał Szwajcar Stefan Zünd.

## Medaliści konkursów PŚ w Ruhpolding
| Lp | Data            | Skocznia              | K    | Uwagi | 1. Miejsce  | 2. Miejsce      | 3. Miejsce     |
| -- | --------------- | --------------------- | ---- | ----- | ----------- | --------------- | -------------- |
| 1. | 12 grudnia 1992 | Große Zirmbergschanze | K107 | [ 1 ] | odwołany    | odwołany        | odwołany       |
| 2. | 13 grudnia 1992 | Große Zirmbergschanze | K107 | -     | Stefan Zünd | Werner Rathmayr | Didier Mollard |